# Toyota Publica
Der Toyota Publica (auch Toyota 1000 und Daihatsu Consorte) war ein Kleinwagen, den der japanische Automobilhersteller Toyota von 1961 bis 1978 baute. Er war als Familienwagen zur Erfüllung des „Nationalen Automobilkonzeptes“ gedacht und war seinerzeit der kleinste Toyota. Nach seiner Einstellung übernahm der Starlet, der selbst als Version des Publica startete, diese Rolle. Der Publica hatte stets nur zwei oder drei Türen, war aber in einer Reihe von Karosserieversionen lieferbar: Limousine, Cabriolet, Kombi und Pick-up. Letzterer überlebte die anderen Versionen um ein ganzes Jahrzehnt und brachte andere Modelle, wie den Sports 800 oder den MiniAce hervor.

## Entwicklung

### Das MITI -National Car-Konzept
Die Anfänge des Publica kann man bis zum „National Car“-Konzept des allmächtigen japanischen Ministry of International Trade and Industry (MITI) zurückverfolgen, das 1955 verkündet wurde. Dieses Konzept verlangte ein Fahrzeug, das folgende Voraussetzungen erfüllte: Höchstgeschwindigkeit über 100 km/h, Gewicht unter 400 kg, Benzinverbrauch von nicht mehr als 3,33 l / 100 km bei einer Durchschnittsgeschwindigkeit von 60 km/h auf ebener Straße und insbesondere eine Fahrstrecke von mindestens 100.000 km ohne größere Reparaturen.

### Realisierung
Eiji Toyoda favorisierte für diesen Wagen ursprünglich den Frontantrieb, aber es zeigte sich, dass dieser für Toyota neue Antrieb nicht innerhalb des geforderten Zeitraums hätte entwickelt werden können. So entschied man sich für einen Frontmotor und einen konventionellen Hinterradantrieb. Obwohl die Regierung angekündigt hatte, dass Fahrzeuge mit einem Hubraum von unter 500 cm³ steuerlich bevorzugt würden, entschied Toyota, dass ein so kleiner Motor dem Wagen zu wenig Leistung für Fahrten auf der Autobahn verleihen würde, und legte sich auf einen Hubraum von 700 cm³ fest. Heraus kam ein Zweizylinder-Boxermotor mit 697 cm³ Hubraum und hängenden Ventilen, der 28 bhp (21 kW) leistete und Toyota-U-Motor genannt wurde. Glücklicherweise für Toyota verwirklichte die Regierung ihre Kfz-Steuerpläne nicht.
Der neue Wagen bekam eine zweitürige Limousinenkarosserie und konnte vier Personen und eine Menge an Gepäck aufnehmen, womit die Vorgaben und Erwartungen der Kundschaft erfüllt waren. Die Vorderräder waren einzeln an doppelten Querlenkern aufgehängt, die starre Hinterachse an halbelliptischen Blattfedern.

## Publica UP10
Der neue Wagen erhielt die interne Bezeichnung UP10 und den Handelsnamen Publica. Er wurde über ein neues Händlernetzwerk verkauft, das nicht mit den früheren „Toyota“- und „Toyopet“-Händlern identisch war. Der Verkauf begann im Juni 1961 zu einem Grundpreis von 389.000,-- ¥. Anfangs war der Wagen sehr einfach ausgestattet; es gab nicht einmal eine Heizung oder ein Radio. Dies machte den Wagen bei den Kunden wenig beliebt, denn sie wünschten sich mehr Luxus.

### Aussprache des Namens im Japanischen
Der Name „Publica“ wurde als Anklang an den englischen Ausdruck „public car“ (Auto für die Öffentlichkeit) gewählt und sollte auf die gewünschte Popularität des Wagens hinweisen. Da aber die Konsonanten “r” und “l” im Japanischen nur unzureichend unterschieden werden, wurde der Name gelegentlich als „Pabrika“ missdeutet, was zu einer unerwünschten Assoziation mit Paprika führte.

### Weiterentwicklung der UP10-Serie
1962 kam ein dreitüriger Kombi dazu, und ein vom Ursprungsmodell abgeleiteter Sports 800 (der anfangs als Publica Sport vermarktet wurde) debütierte auf der Tokyo Motor Show. 1963 bot Toyota zusätzlich eine Deluxe-Variante an, die intern als UP10D bezeichnet wurde. Die Luxusausstattung bestand aus umlegbaren Vordersitzen, Heizung und Radio, sowie verschiedenen Chromstreifen. Das bisherige Grundmodell hieß nun Standard. Der Deluxe stieß endlich auf mehr Kundeninteresse, und als im selben Jahr noch ein Cabriolet angeboten wurde, ließen sich die Verkaufszahlen auf das prognostizierte Niveau von 3.000 – 4.000 pro Monat steigern. Ab Februar 1964 wurde zusätzlich ein Pick-up angeboten, und im September desselben Jahres wurde die Motorleistung auf 32 bhp (23,5 kW) erhöht. Die Deluxe-Ausstattung war jetzt auch für den Kombi erhältlich.

## Publica UP20
1966 bot Toyota eine überarbeitete Publica-Modellreihe an, die UP20 genannt wurde. Der neue Motor hatte 800 cm³ Hubraum und leistete 36 bhp (26,5 kW). Der neue Motor hatte die Bezeichnung 2U. Das Cabriolet wurde mit dem Zweivergasermotor des Sports 800 ausgeliefert, der 45 bhp (33 kW) entwickelte. Seit Oktober nannten sich die Händler nicht mehr „Publica“, sondern „Toyota Publica“ und der Verkaufspreis des Wagens sank 1967 auf 359.000,-- ¥. 1,-- USD entsprach damals 360,-- ¥, daher vermarktete Toyota den Wagen als „1000-Dollar-Auto“.
1966 brachte Toyota ebenfalls den Toyota MiniAce, einen Frontlenker-Lieferwagen, heraus, der auf dem Publica UP20 basierte. 1968 verlegte man die Herstellung des Kombis zu Hino Motors, nachdem diese Firma von Toyota übernommen worden war. Im selben Jahr wurde auch der „Publica Super“ vorgestellt, der mit dem Motor des Sports 800 ausgestattet war.

## Publica UP/KP30 / Daihatsu Consorte

### Neues Modell, neuer Motor, neues Image
1969 kam eine ganz neue Generation des Publica heraus. Die preisgünstigsten Modelle behielten zwar den 2U-Motor des Vorgängers, die anderen Modelle aber erhielten den neuen, wassergekühlten Vierzylinder-Reihenmotor 2K mit 1.000 cm³ Hubraum, einer kleineren Version des zeitgenössischen Corolla-Motors, der 1.100 cm³ Hubraum hatte. Die Pick-up-Variante hieß nun auch offiziell so. Die Marktsituation in Japan veränderte sich durch rapide steigenden Bedarf, da die „Baby-Boomer“ der Nachkriegsjahre nun volljährig wurden und ihre Führerscheine machten. Der Corolla war als Familienwagen etabliert, und der Publica wurde nicht mehr als „public car“ angeboten, sondern als Einstiegsmodell für Fahranfänger.

### Publica SL und Daihatsu Consorte
1969 wurden die Publica-Händler in „Toyota Corolla“-Händler umbenannt und der Publica SL mit dem 1,1 l-Toyota-K-B-Motor mit Zweivergaseranlage aus dem Corolla SL kam heraus. Im Folgejahr ersetzte der 1,2 l-Toyota-3K-B-Motor den 1,1 l im Publica SL und Corolla SL. Da Toyota gerade die Zusammenarbeit mit Daihatsu begonnen hatte, kam ersterer 1969 auch als Daihatsu Consorte heraus, zeigte sich aber als nur wenig im Styling überarbeiteter Publica KP30. Der Wagen wurde anfangs von Daihatsus 1,0-l-Motor angetrieben, der auch in verschiedenen anderen Modellen des Herstellers, z. B. dem Compagno, eingesetzt wurde.

### Facelifts und Starlet

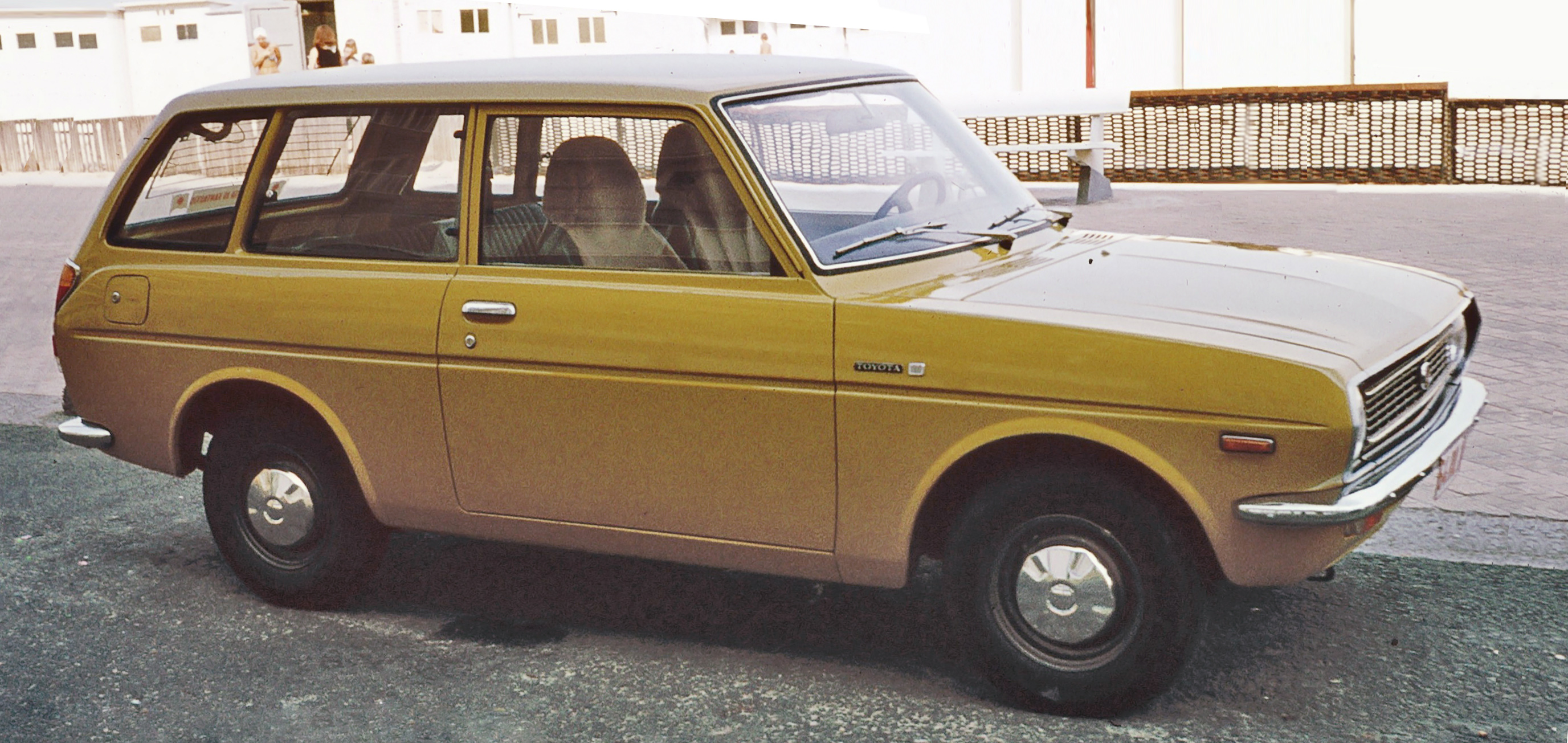
Toyota Publica Kombi (1978)

1970 wurde die Modellreihe leicht überarbeitet und erhielt ein neues Armaturenbrett und eine neue High Deluxe-Version mit einem 1,2 l-Einvergasermotor und Scheibenbremsen vorne. Ein deutlicheres Facelift fand 1972 statt, als der Publica KP30 eine neue Front und ein neues Heck bekam. Die Fertigung des U-Motors wurde eingestellt, da der luftgekühlte Boxermotor die neuen Abgasvorschriften nicht mehr erfüllen konnte. 1973 wurde der neue Publica Starlet (intern KP40) eingeführt, eine Coupé-Version des überarbeiteten Publica. Dieses Modell wurde bis 1978 gefertigt und dann durch den KP60 ersetzt, der als Toyota Starlet verkauft wurde. Der Publica Pick-up wurde noch bis 1988 hergestellt. Er erhielt später die Toyota-3K- und –4K-J-Motoren mit 1.160 cm³, bzw. 1.290 cm³ Hubraum.

### Toyota 1000

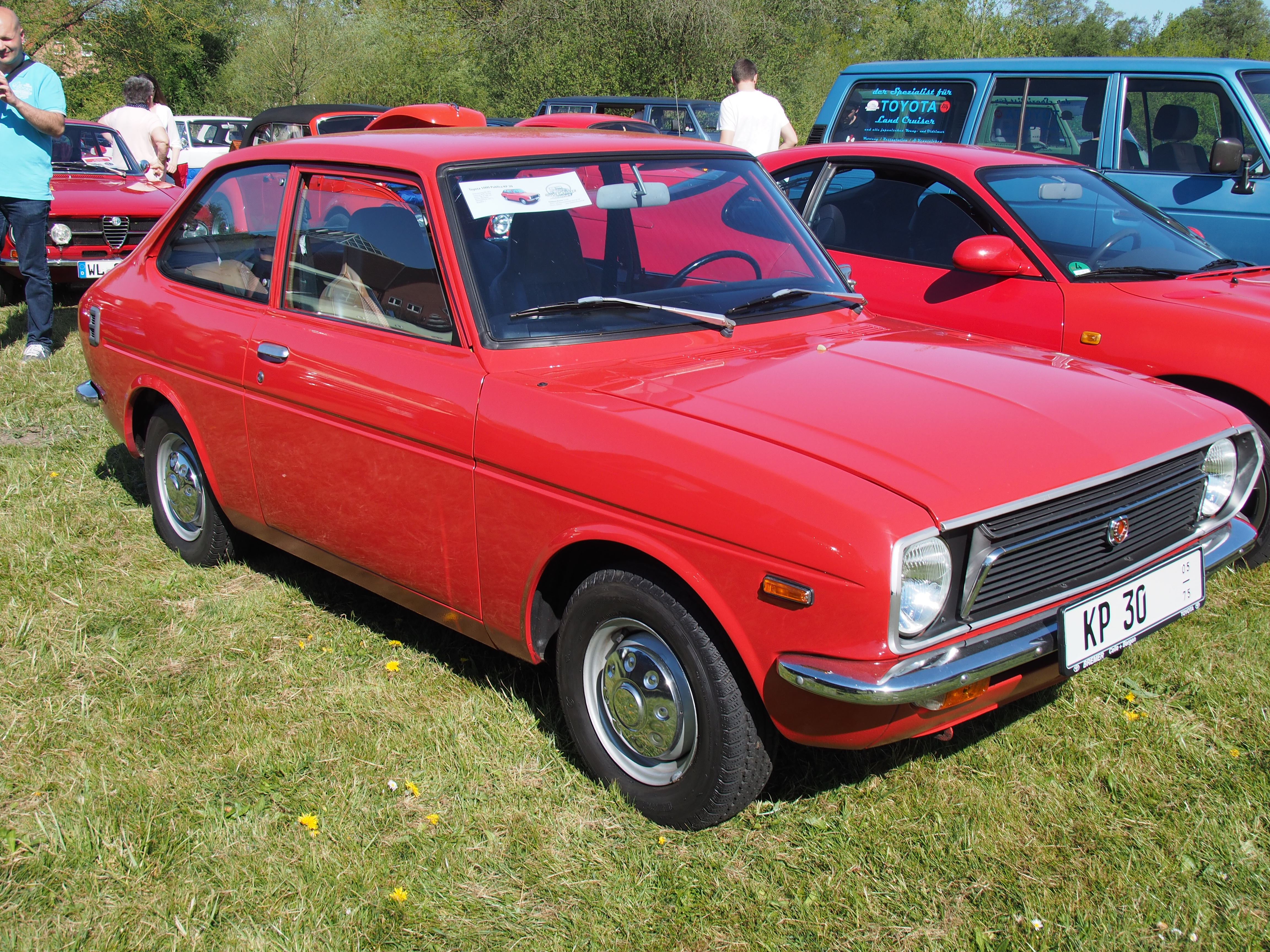
Toyota 1000 Publica KP 30

Der Toyota 1000 (der Name war abgeleitet durch den Hubraum) war kurz nach Gründung der Toyota Deutschland-Vertretung im Jahre 1971 das Einstiegsmodell für den deutschen Markt in der Kleinwagenklasse. Erst nach Einführung des Publica Starlet P40 1973 in Japan wurde der 1000 ab 1974 auch in Deutschland mit ungewöhnlich kompletter Ausstattung, wie Radialreifen, Kopfstützen vorne, getönten Scheiben, heizbarer Heckscheibe und sogar einem Radio verkauft. In den meisten Märkten bestand die Toyota-1000-Modellpalette aus zweitüriger Limousine, dreitürigem Kombi und zweitürigem Pick-up. In Südafrika kam noch ein Pick-up mit 1.166 cm³-Motor, Typ Toyota-3K dazu. Bedingt durch die seinerzeit unzureichende Rostvorsorge, schlechte Geräuschdämmung und dem Makel, ein Japaner zu sein, blieb der Wagen eher ein Exot. Es gibt nur noch wenige Exemplare, die sich so gut wie alle in Sammlerhänden befinden.
1978 wurde der Toyota 1000 – verfügbar als Limousine und Kombi – auch in Europa durch den Starlet P60 ersetzt, nur der 1000 Pick-up wurde parallel bis August 1988 weiter gebaut.
Der Wagen war lieferbar als:
- 1,0-l-Limousine Modellcode KP30 Motorcode 2K 993 cm³ 33 kW/45 PS
- 1,0-l-Kombi Modellcode KP36V Motorcode 2K 993 cm³ 33 kW/45 PS
- 1,0-l-Pick-up Modellcode KP36 Motorcode 2K 993 cm³ 33 kW/45 PS

Im Ausland auch als
- 1,2-l-Pick-up Modellcode KP36/37 Motorcode 3K 1166 cm³ 40 kW/55 PS